# Nágel Lajos
Nágel Lajos (álneve: Nemes Lajos, névváltozat: Nemes-Nágel Lajos, szignója: N. L., külföldön: Louis Nagel; Igló, 1908. június 1. – Genf, 1997. szeptember 17.) magyar származású író, újságíró, szerkesztő, könyvkiadó. Öccse Nemes Endre festőművész volt.

## Élete
Szülei Nágel Ignác pénzügyi tanácsos és Kugel Teréz. A család előbb Lőcsére, majd Iglóra költözött. Iglón járt gimnáziumba is. Eredetileg orvosnak készült, a bécsi illetve a prágai egyetemen folytatott tanulmányai után Genovában filozófia szakra iratkozott be és védte meg 1931-ben Hegel politikai gondolatai című doktori értekezését. Több nyelven – németül, franciául, olaszul – tudott kiválóan. Cikkei és tanulmányai főleg a kolozsvári Korunkban és a budapesti Kortársban jelentek meg. Az antifasiszta harc jegyében indította el 1935 januárjában a Gondolat című folyóiratot, amelyet Nemes Lajosként mint kiadó és szerkesztő jegyzett, de az év végén átadta a lapot és a szerkesztést Vértes Györgynek.
Budapesten a Galamb utcában nyílt meg az első Nágel Kiadó, ahol irodalmi különlegességeknek számító műveket jelentetett meg.
1939-ben Franciaországban telepedett le. A háború alatt részt vett az ellenállási mozgalomban. 1945 januárjában alapította  meg a Les Editions Nagel nevű könyvkiadót, amely Párizs és Genf székhellyel főleg klasszikus francia irodalmi, filozófiai, szociológiai műveket és útikönyveket adott ki. 1952-től élt Svájcban.
Útikönyvei három nyelven – franciául, angolul és németül – jelennek meg. Egyes köteteit spanyolul, olaszul is kiadták. A kötetek a világ szinte valamennyi országát bemutatják. Mindenütt nagyon népszerűek voltak, s számos díjat és elismerést kaptak. Négy nyelven: olaszul, angolul, franciául, németül megjelenő archeológiai sorozata a tudományág legjelesebbjeit gyűjtötte össze.
A kiadó olyan neves szerzők műveit jelentette meg továbbá mint Jean-Paul Sartre, Jorge Amado, valamint Michel Debré, Benedetto Croce, Martin Deslias, Robert Schuman. Kiadta továbbá a modern államelmélet megteremtője, Montesquieu összes műveit vagy Paolo Brezzi páratlan szépségű, a katolicizmus történetét feldolgozó illusztrált művét. Mindez arról tanúskodik, hogy Nágel Lajos a második világháború utáni Európa egyik legjelentősebb könyvkiadója volt.

## Művei
- Hegel politikai gondolatai (doktori értekezés), 1931
- A totális állam és az érdekképviseleti rendszer

## Díjak, elismerések
- 1985 - Magyar Népköztársaság Csillagrendje - a Gondolat című folyóirat megjelenésének 50. évfordulója alkalmából.
- Több mint két évtizeden keresztül volt a Ciprusi Köztársaság konzulja Genfben.[6]

## Emlékezete
- Nemes Endre és Nágel Lajos emlékszobája, Pécsvárad, Pécsi út 2.